# 김현우 (1999년 4월)
김현우(한국 한자: 金炫祐, 1999년 4월 23일 ~ )는 대한민국의 축구 선수로, 포지션은 윙어이다.

## 축구인 경력
김현우는 중앙대학교 축구부 출신으로, U리그 2019 시즌에 13경기 연속골을 기록하는 한 편, 총 23득점을 기록하였다. 대회 20득점 이상은 9년만에 나온 기록이었다. 또한 해당 시즌에 김현우는 중앙대학교를 U리그 왕중왕전 우승을 차지하는 데 큰 기여를 했다.
K리그2 2020 시즌을 앞두고 제주 유나이티드 FC와 프로 계약을 체결하였다. 김현우는 FA컵 2020 2라운드 K5리그 구단 송월 FC와의 대결에 선발 출장하며, 성인 무대 데뷔와 동시에 데뷔 골을 기록하였다. K리그2 2020 시즌 11라운드 서울 이랜드 FC와의 원정 경기에서 선발 출장하며, K리그 데뷔 무대를 치렀다.